# شخض أمريكي
شخض أمريكي (الاسم العلمي:Justicia americana) هو نوع من النباتات يتبع جنس الشخض من الفصيلة الأقنتية.